# بانوی سردار
بانوی سردار نام سریالی ایرانی ساخته پرویز شیخ‌طادی است. این مجموعه تلویزیونی از تولیدات صدا و سیمای چهارمحال و بختیاری بوده که در ۱۲ قسمت ۴۰ دقیقه‌ای تولید شده‌است و نخستین بار در مرداد ۱۳۹۸ از شبکه سه سیما پخش شده‌است.

## داستان
بانوی سردار بخشی از زندگی بی‌بی مریم ملقب به سردار مریم- مریم بختیاری را روایت می‌کند. بی بی مریم بختیاری خواهر علیقلی‌خان سردار اسعد بود و فرزند حسینقلی خان. فرزند او علیمردان خان هم از مبارزان این دوره تاریخی بود. بی‌بی مریم با ایستادگی مقابل ظلم خوانین این منطقه بین مردم محبوبیت زیادی پیدا کرد. علی‌مردان خان فرزند او هم با وحدت بخشیدن بین اقوام آذری و لر، توانست مقابل نیروهای انگلیسی که از حمایت حکومت مرکزی برخوردار بودند بایستد. سریال بر اساس شخصیت بی بی مریم ساخته شده‌است و بر اساس یک برداشت آزاد از زندگی شخصیت داستان تولید شده‌است.

## بازیگران
- پانته‌آ سیروس (بی بی مریم بختیاری - نقش اصلی، همسر خان و رئیس قلعه سورشجان)
- حبیب دهقان نسب (والی و کدخدا)
- سهیلا رضوی (بی بی فاطمه خاتون- مادر بی بی مریم و رئیس یکی از قلعه‌ها)
- فرخ نعمتی
- کاظم هژیرآزاد (علیقلی خان سردار اسعد بختیاری - برادر بی بی مریم)
- صدرالدین حجازی (فقیر)
- حمیدرضا نعیمی(اسفندیار خان سردار قشون بی بی مریم)
- عمار تفتی
- مهدی میامی
- محمد فیلی(شعبون خله)
- فرزین محدث
- علیرضا مهران(پلنگ خان رییس غارت گران)
- محمدپارسا قربانی (کودکی علیمردان خان بختیاری - فرزند ارشد بی بی مریم بختیاری)
- امید شوندی (بایار)
- سیاوش درخشی
- شاپور کلهر
- بهشاد چنگیزی
- مرتضی زارع ( شاهزاده قاجاری)
- فاطمه شکری
- عسل قرایی
- سعیده عرب(خاله بایار)
- پروین ملکی
- ابراهیم امیرخانی
- علیرضا ناصحی
- علی عطایی
- مجید کریمی
- علیرضا دیلمی
- وحید آقاپور (حسینقلی خان ایلخانی - پدر بی بی مریم و سردار اسعد و شوهر بی بی فاطمه خاتون)
- فاطمه مرتاضی
- سمانه حبیب پور

## جوایز و نامزدها
| ۱۳۹۹ | بیستمین دوره جشن حافظ |                                 |              |          |
| ۱۳۹۹ | بیستمین دوره جشن حافظ | بهترین بازیگر زن درام تلویزیونی | پانته‌آ سیروس | نامزدشده |